# Rhymix
라이믹스(Rhymix)는 XpressEngine를 포크하여 시작한 PHP 저작물 관리 시스템 (CMS, Contents Management System)이다. 사용자 커뮤니티를 중심으로 기존 사용자들의 목소리를 적극 반영하고 미래를 타인이 아닌 스스로의 손으로 결정해야 한다는 취지로 시작된 오픈소스 프로젝트로, 라이믹스(Rhymix)라고 부른다.

## 역사
XpressEngine을 개발하고 있던 팀이 사용자들의 의견에 귀를 기울이지 않는 빈도가 높아지더니, 2015년 말에는 급기야 기존 XE와는 호환이 전혀 안되는 XE3라는 CMS를 내놓자, 기존 사용자들을 중심으로 자구책을 마련하기 시작했다. 당시 네이버의 지원을 받아 개발되던 XE를 포크하여 순수 오픈소스 프로젝트로 개발을 이어간다는 것은 쉬운 결정은 아니었으나, 6개월간의 논의 끝에 2015년 말에 XE를 포크하여 라이믹스(Rhymix)라는 새로운 프로젝트를 시작하기에 이른다.
라이믹스는 XE의 히스토리에 들어간 노력과 갈등의 역사를 그대로 모두 인정하고 계승하며, 잘못된 것은 고치고 큰 틀은 계속 유지했다. 언젠가 XE 개발이 중단되는 시점에는 라이믹스가 XE의 자리를 이어받아야 하기 때문이었다.
라이믹스 개발자들은 기존 XE를 획기적으로 바꾸는데 집중하면서도 사용자들과의 의사소통도 게을리 하지 않았다. 라이믹스 프로젝트는 활발하고 꾸준히 진행되어 2020년 12월 18일에 라이믹스 5주년을 맞아 2.0 정식 버전이 발표되었다. 라이믹스 2.0은 PHP 8.x 지원 및 코어 내부적으로 기존 라이믹스와 XE에 비해 많은 부분이 변화 및 발전하였다.

## 버전
| 버전         | 배포일           | 마지막 배포일    | 내용                                 |
| ------------ | ---------------- | ---------------- | ------------------------------------ |
| XE 1.0 ~ 1.3 | 2008년 2월 28일  | 2009년 12월 21일 | 모듈,위젯,애드온 개념 도입           |
| XE 1.4       | 2010년 1월 20일  | 2011년 9월 2일   | 안정화된 XE 시기                     |
| XE 1.5       | 2011년 10월 27일 | 2013년 3월 8일   | UI 및 구조 변경                      |
| XE 1.7       | 2013년 2월 21일  | 2015년 3월 30일  | 메뉴 사이트맵 도입                   |
| XE 1.8       | 2015년 4월 8일   | 2017년 10월 19일 | CKEditor 및 HTML5 적용               |
| Rhymix 1.8   | 2015년 12월 18일 | 2017년 10월 19일 | XE 1.8.15 포크                       |
| Rhymix 1.9   | 2017년 11월 30일 | 2020년 8월 29일  | 라이믹스 구조 개발. XE 1.9~1.11 흡수 |
| Rhymix 2.0   | 2020년 12월 18일 | 2022년 12월 21일 | DB연동 등을 강화한 메이저 업그레이드 |
| Rhymix 2.1   | 2023년 6월 21일  | -                | 기능 추가                            |

## 설치 환경
Rhymix 2.0 이상을 설치하려면 다음과 같은 조건이 필요하다.
- PHP 7.2 이상. PHP 7.4 이상 권장하며 PHP 8.x 지원함
- MariaDB 10.3 이상 또는 MySQL 5.7 이상[3]
- 필요 PHP 모듈 : common, curl, gd, mbstring, mysql[4], xml, opcache, apcu, zip, jason[5], openssl[6]
- 선택 PHP 모듈 : exif[7], fileinfo[8]

## 같이 보기
- XpressEngine
- 워드프레스